# Biserica veche ucraineană Sfinții Petru și Pavel din Remeți
Biserica veche ucraineană Sfinții Petru și Pavel din Remeți este un monument istoric aflat pe teritoriul satului Remeți, comuna Remeți. În Repertoriul Arheologic Național, monumentul apare cu codul 108561.01.
Mănăstirea catolică a călugărilor ordinului Sf. Paul, primul eremit este datată la 1363. Primul hram a fost Sf. Fecioară Maria, ca apoi să se numească Biserica Sfinților Apostoli Filip și Iacob. În 1555, biserica este părăsită de călugării eremiți (paulini) și preluată de ruteni și apoi ucraineeni când este transformată în biserică ortodoxă cu hramul Sf. Apostoli Petru și Pavel.